# Filles de la Croix (de Paris)
Pour les articles homonymes, voir Filles de la Croix.
Les Filles de la Croix forment une congrégation de religieuses, fondée à Paris au XVIIe siècle et disparue en 2014.

## Historique
Cette communauté de moniales dominicaines, de l'ordre de Saint-Dominique, s'établit à Paris au début du XVIIe siècle. Cette congrégation étant devenue trop nombreuse, plusieurs de ses membres s'en séparent en 1627 et fondent une nouvelle congrégation, rue Plâtrière puis Avenue Matignon. D'autres les rejoignent en 1633, conduites par Marguerite de Senaux, en religion Mère Marguerite de Jésus, qui était professe du monastère des dominicaines de Toulouse. La communauté fut mise sous le patronage de la Sainte Croix et de la Compassion, et les sœurs reçurent le nom de « Filles de la Croix ». Cette nouvelle congrégation reçoit de nombreuses donations. Marie-Charlotte Coiffié d'Effiat, fille du maréchal Coëffier d'Effiat, est la principale donatrice, et rejoint elle-même la congrégation en 1637. Elle est considérée en être la principale fondatrice,.
En 1639, les Filles de la Croix achètent une maison, rue de Charonne, et y font construire un couvent où elles s'installent en 1641,. Le couvent comporte une église petite mais richement décorée, un cloître, un vaste jardin. Selon certains auteurs des XVIIIe et XIXe siècles, Savinien Cyrano de Bergerac aurait été inhumé dans l'église en 1655,, mais aucun document ne suggère que sa dépouille aurait pu être déplacée de l'église de Sannois, où elle avait été inhumée le 29 juillet de cette année-là.
Pendant la Révolution française les  sœurs se dispersent, les sœurs de chœur vont dans des appartements à Paris et les sœurs converses à la campagne ; le couvent est fermé en 1790. Jusqu'à la Restauration, quand la communauté s'installe à nouveau dans ce bâtiment, les « Dames de la Croix » continuent clandestinement leur vie religieuse, et notamment la célébration de l'office divin quotidien, dans des appartements reliés au cœur de Paris .
Elles sont installées au 138 rue du Cherche-midi dans le 15e arrondissement de Paris au XIXe siècle. C'est la sœur Dosithée (née Marie-Anne le Goff à Ploëzal le 9 avril 1818) qui est la mère supérieure de la communauté de Paris de 1860 jusqu'à son décès le 22 juin 1883 à Paris. 
Après le vote de la loi de 1901 sur les associations qui n'admet que les congrégations autorisées, le monastère des Filles de la Croix est fermé en 1904 puis démoli en 1906. À ce moment-là, la communauté part en exil, à Kain-la-Tombe en Belgique, où elle restera jusqu'au début de la Seconde Guerre mondiale. En 1941, sous l'Occupation, elles vinrent s'installer dans la propriété de Madame de Pompadour, à Étiolles, non loin de Paris.
En 1987, la communauté répond à l'appel de l'évêque d'Évry-Corbeil-Essonnes, Guy Herbulot, et s'installe dans la ville nouvelle d'Évry, sur le terrain à côté de la future cathédrale. En 2014, les sœurs, très âgées, abandonnent le couvent d'Évry et sont affiliées à d'autres communautés dominicaines. En 2015, la dernière Dame de la Croix, moniale dominicaine ermite, habite à Rome.